# Wolfgang Liedtke

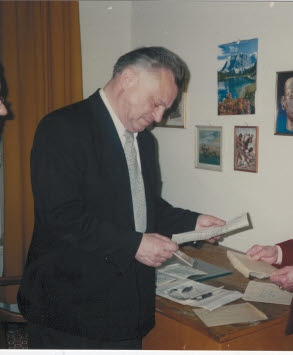
Wolfgang Liedtke am Institut für Ethnologie der Universität Leipzig, 1993

Wolfgang Liedtke (* 1937 in Laasnig bei Liegnitz, Niederschlesien; † 16. Juli 2012 in Zeitz) war ein deutscher Ethnologe.

## Leben und Werk
Wolfgang Liedtke studierte bei Eva Lips und Hans Damm am Julius-Lips-Institut für Völkerkunde und Vergleichende Rechtssoziologie der Karl-Marx-Universität Leipzig. 1959 begann seine Anstellung als wissenschaftlicher Assistent und damit auch seine Lehrtätigkeit am selben Institut. Im Jahr 1966 war er Mitherausgeber und Mitautor des populärwissenschaftlichen Sachbuches „Völkerkunde für Jedermann“, mit der das Institut über die DDR hinaus Bekanntheit erlangte. Liedtke lehrte bis zu seiner Pensionierung als Wissenschaftlicher Mitarbeiter am Institut für Ethnologie der Universität Leipzig. Seine Arbeitsgebiete waren Wirtschaftsethnologie, Geschichte der Ethnologie sowie die Ethnologie und Geschichte ehemaliger deutscher Kolonien.

## Veröffentlichungen (Auswahl)
- Wolfgang Liedtke, Eva Lips, Willi Stegner, Dietrich Treide (Hg.): Völkerkunde für jedermann. VEB Hermann Haak Gotha/Leipzig, 1965.
- Wolfgang Liedtke: Zum 90-jährigen Gründungsjubiläum des Instituts für Ethnologie der Universität Leipzig. Leipzig 2004.
- Wolfgang Liedtke, Georg Materna, Jochen Schulz (Hg.): Hunger – Ursachen, Folgen, Abhilfe Eine interdisziplinäre Kontroverse. Leipzig: Leipziger Universitätsverlag 2012. ISBN 978-3-86583-699-1. 2012.